# Dipartimento di Guitry
Il dipartimento di Guitry è un dipartimento della Costa d'Avorio. È situato nella regione di Lôh-Djiboua, distretto di Gôh-Djiboua.
Nel censimento del 2014 è stata rilevata una popolazione di 146.748 abitanti. 
Il dipartimento è suddiviso nelle sottoprefetture di Dairo-Didizo, Guitry, Lauzoua e Yocoboué.